# 青列車の秘密
『青列車の秘密』（あおれっしゃのひみつ、原題：The Mystery of the Blue Train）は、アガサ・クリスティが1928年に発表したエルキュール・ポアロシリーズの長編推理小説。
クリスティが失踪事件後、精神的に不安定な時期に執筆された作品で、すでに発表されていた短編『プリマス行き急行列車』のプロットを長編向けに焼き直したもの。本人は本作を気に入っておらず、のちに「書きたくなくても書かなければならないプロ作家の厳しさを自覚した作品」という趣旨の回想をしている。

## あらすじ
青列車の中で殺人事件が起こり、被害者の女性が持っていたルビーがなくなっていた。そして、被害者の別居中の夫が容疑者となった。彼は犯行時間と思われる時間に、妻の客室に入るところを目撃されていた。

## 登場人物
エルキュール・ポアロ私立探偵
ルーファス・ヴァン・オールディンアメリカの富豪
ルース・ケタリングルーファスの娘
デリク・ケタリングルースの夫
ナイトン少佐ルーファスの秘書
アルマン・ド・ラ・ローシュルースの愛人
ミレーユダンサー・デリクの愛人
キャサリン・グレー遺産相続人。セント・メアリ・ミード村に住んでいる。
レディ・タンプリンキャサリンのいとこ
チャールズ・エヴァンズレディ・タンプリンの夫
レノックス・タンプリンレディ・タンプリンの娘
エイダ・メイスンルースのメイド
ディミトリアス・パポポラス骨董商
ジアパポポラスの娘
コウ警視
カレージュ判事

## 出版
| 出版年         | タイトル               | 出版社             | 文庫名                                   | 訳者       | 巻末                                                                                   | ページ数 | ISBNコード        | カバーデザイン                    | 備考               |
| -------------- | ---------------------- | ------------------ | ---------------------------------------- | ---------- | -------------------------------------------------------------------------------------- | -------- | ----------------- | --------------------------------- | ------------------ |
| 1954年         | 青列車殺人事件         | 日本出版協同       | 異色探偵小説選集10                       | 松本恵子   | あとがき 松本恵子                                                                      | 318      |                   |                                   |                    |
| 1955年         | 青列車殺人事件         | 大日本雄辨會講談社 | クリスチー探偵小説集:ポワロ探偵シリーズ1 | 松本恵子   | 松本恵子「クリスチー女史とポワロ探偵」                                                 | 224      |                   |                                   |                    |
| 1959年         | 青列車の秘密           | 早川書房           | 世界探偵小説全集 484                     | 田村隆一   | 解説 都筑道夫 輝かしき処女作                                                           | 257      |                   | 勝呂忠                            |                    |
| 1966年         | 青列車殺人事件         | 角川書店           | 角川文庫赤502-7                          | 松本恵子   | あとがき 松本恵子                                                                      | 344      | 4042502075        | 上原徹                            | [ 注（一般書） 1 ] |
| 1976年         | 青列車の謎             | 講談社             | 講談社文庫                               | 久万嘉寿恵 |                                                                                        | 335      |                   |                                   |                    |
| 1959年12月25日 | 青列車の謎             | 東京創元社         | 創元推理文庫M-ク-2-5                     | 長沼弘毅   | あとがき 長沼弘毅                                                                      | 364      | 978-4-488-10517-4 | 装画：ひらいたかこ 装幀：小倉敏夫 | 改版1979年2月23日  |
| 1987年5月      | エルキュル・ポアロ     | 講談社             |                                          | 久万嘉寿恵 | 解説:「ポアロとクリスティーの横顔」数藤康雄 「アガサ・クリスティー著作リスト」各務三郎 | 493      | 4-06-203404-2     |                                   |                    |
| 1982年         | 青列車の秘密           | 早川書房           | ハヤカワ・ミステリ文庫 HM1-64            | 田村隆一   | あとがき「「青列車」に乗って」田村隆一                                                 | 364      | 4-15-070064-8     | 真鍋博                            |                    |
| 1983年1月      | ブルートレイン殺人事件 | 新潮社             | 新潮文庫 ク-3-7                          | 中村妙子   | 解説 中村妙子                                                                          | 381      | 4-10-213508-1     | 野中昇                            |                    |
| 2004年7月15日  | 青列車の秘密           | 早川書房           | ハヤカワ・クリスティー文庫 5             | 青木久恵   | 解説 北上次郎                                                                          | 441      | 4-15-130005-8     | Hayakawa Design                   |                    |

脚注（一般書）
1. ↑  現在、グーテンベルク21が電子書籍化している。
2. ↑  数藤康雄=編、従来講談社文庫で発行されていたものの合本。「スタイルズ荘の怪事件」、「ゴルフ場殺人事件」、「アクロイド殺害事件」、「青列車の謎」、「オリエント急行殺人事件」、「ABC殺人事件」（アクロイドのみ原百代、それ以外は久万嘉寿恵の翻訳）を収録。
3. ↑  初版刊行時等の分類番号の移行期には、カバー背表紙に旧分類番号「135-7-」（「赤」は省略、「赤135」がクリスティの作家番号で、収録7冊目）と併記されていた。

| 出版年 | タイトル               | 出版社   | 文庫名                           | 訳者     | 巻末 | ページ数 | ISBNコード    | カバーデザイン    | 備考 |
| ------ | ---------------------- | -------- | -------------------------------- | -------- | ---- | -------- | ------------- | ----------------- | ---- |
| 1968年 | 青列車の謎             | ポプラ社 | ジュニア世界ミステリー6          | 常盤新平 | 解説 | 230      |               |                   |      |
| 1988年 | ブルートレイン殺人事件 | ポプラ社 | ポプラ社文庫. 怪奇・推理シリーズ | 班目三保 |      | 222      | 4-59-102890-9 | イラスト=村井香葉 |      |

## 翻案作品
ラジオドラマ
- 1985年、BBC Radio 4で放送されている。

TV作品
- 名探偵ポワロ「The Mystery of the Blue Train（邦題 青列車の秘密）」（イギリス 2006年）